# Лілі Сіммонс
Лілі Сіммонс (англ. Lili Simmons; нар. 23 липня 1993) — американська акторка та модель. 

## Біографія
Сіммонс народилася та виросла в прибережному містечку Кардіфф-бай-зе-Сі, розташованому в місті Енсінітас, район Сан-Дієго, Каліфорнія. У віці 15 років її помітила скаут «молодих талантів» Кейт Лінден, після чого Сіммонс підписала контракт з модельним агентством Ford Models. Також вона співпрацювала з брендами жіночого одягу Bebe Stores і Roxy та знімалася в рекламі інших компаній, включаючи J.C. Penney і Saturn.
В 2010 році почала акторську кар'єру, знімаючись у веб-серіалі «Голівуд це як школа з грошима» (англ. Hollywood Is Like High School with Money). В тому ж році вона знялась в епізоді ситкому «Зік і Лютер».
В 2013 році почала зніматися в серіалі «Банші», де зіграла роль Ребекки Боуман. Також в 2013 році вона знялась для журналу Maxim.
В 2014 році Сіммонс знялась в декількох епізодах серіалів «Гаваї 5.0» та «Справжній детектив».
В 2017 році зіграла роль Наталі Джеймс в п'ятому сезоні серіалу «Рей Донован». В 2018 році знялась в серіалі «Судна ніч», зігравши роль Лайли.

## Фільмографія

### Фільми
| Рік  | Назва                        | Роль            | Замітки                |
| ---- | ---------------------------- | --------------- | ---------------------- |
| 2012 | Світом керує товстий хлопчик | Ізабель         |                        |
| 2015 | Кістяний томагавк            | Саманта О'Дуаєр |                        |
| 2016 | Брудна брехня                | Мішель          |                        |
| 2016 | Робін Гуд : Я люблю Нью Йорк | Робін Гуд       | Короткометражний фільм |
| 2017 | Подвійне обличчя             | Сенд            | Короткометражний фільм |
| 2017 | Погана партія                | Райлі           |                        |
| 2021 | Звук насильства              | Марі Соткер     |                        |

### Телесеріали
| Рік            | Назва                                 | Роль                           | Замітки                     |
| -------------- | ------------------------------------- | ------------------------------ | --------------------------- |
| 2010           | Зік і Лютер                           | Мія                            | Епізод : "Бруд"             |
| 2011           | Містер Саншайн                        | Спокуслива дівчина             | Епізод : "Працівник року"   |
| 2011           | Прекрасний "принц"                    | Лола                           | Телевізійний фільм          |
| 2012           | В стилі Джейн                         | Пайпер Грейс                   | Епізод : "Модель-тінейджер" |
| 2013           | Вегас                                 | Фей Байднер                    | Епізод : "Подорож"          |
| 2013-2016      | Банші                                 | Ребека Боуман                  | 37 епізодів                 |
| 2014           | Справжній детектив                    | Бет                            | 2 епізоди                   |
| 2014-2017      | Гаваї 5.0                             | Ембер Вітале/Мелісса Армстронг | 6 епізодів                  |
| 2017           | Рей Донован                           | Наталі Джеймс                  | 8 епізодів                  |
| 2016;2018;2022 | Світ Дикого Заходу                    | Нова Клементина/Софія          | 3 епізоди                   |
| 2018           | Судна ніч                             | Лайла                          | 9 епізодів                  |
| 2018           | Закон і порядок : спеціальний корпус  | Джина Гудріч                   | Епізод : "Аккредо"          |
| 2019           | Готем                                 | Селіна Кайл                    | Епізод : "Початок..."       |
| 2022           | Влада в нічному місті. Книга lV: Сила | Клаудія Флін                   | Головна роль                |

### Веб-серіали
| Рік       | Назва                         | Роль          | Замітки    |
| --------- | ----------------------------- | ------------- | ---------- |
| 2010      | Голівуд це як школа з грошима | Куін Вітакер  | 9 епізодів |
| 2013-2016 | Банші: Пролог                 | Ребека Боуман | 3 епізоди  |